# Shell Centre

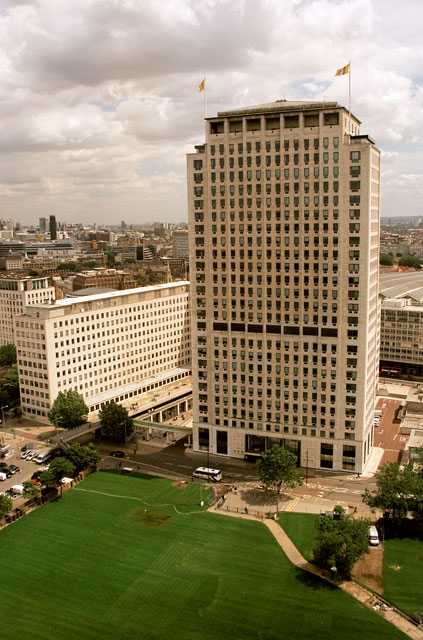
Shell Centre gezien vanaf de London Eye, vóór de herontwikkeling van de Jubilee Gardens (onder) en de sloop van omliggende gebouwen.

Het Shell Centre in Londen is het wereldwijde hoofdkantoor van oliegigant Shell. Het is gelegen aan Belvedere Road in het Londense district Lambeth. Het is een opvallend gebouw aan de zuidelijke oever van de rivier de Theems.
Sinds 2006/2007 wordt elke oudejaarsavond om 23:59 uur een aftelling van 60 seconden voor het nieuwe jaar geprojecteerd op het Shell Centre als onderdeel van de nieuwjaarsviering.

## Geschiedenis en overzicht
Het Shell Centre omvat een deel van het terrein dat is vrijgemaakt voor het Festival of Britain in 1951. Het gedeelte dichter bij de Theems rivier omvat nu Jubilee Gardens en het South Bank Centre. Zichtbaar in de Theems bij eb, net in het verlengde van de toren op een paar meter in de rivierbedding, is het uitstroompunt van het airconditioningsysteem van het Shell Centre. Dit systeem zuigt rivierwater aan van net buiten County Hall en stuurt het via een pijp in een ijzeren tunnel (precies gebouwd als een metrotunnel) waarachter zowel de inlaatpijp als de uitstroompijpen doorlopen naar de kelder van de toren. Van hieruit wordt het water door filters en warmtewisselaars gestuurd om voor gekoelde lucht in het gebouw te zorgen.

## Bouw
Het Shell Center is tussen 1957 en 1962 gebouwd door Sir Robert McAlpine naar een ontwerp van Sir Howard Robertson. De toren is 107 meter hoog met 27 verdiepingen en drie verdiepingen onder de grond. De toren was de eerste Londense kantoortoren die hoger was dan de Victoria Tower van het Palace of Westminster.